# Seznam prezidentů Toga
Prezident Toga, oficiálně Prezident Tožské republiky je hlavou státu a výkonnou mocí státu Togo. Je garantem národní nezávislosti a jednoty a územní integrity. Tato politická funkce byla vytvořena dne 25. dubna 1961 a jako první ji zastával Sylvanus Olympio.

## Volební systém
Podle platného volebního zákona je prezident Toga volen přímou volbou v tajném hlasování na funkční období trvající pět let. Volby se konají na základě nařízení přijatého vládou nejméně šedesát a ne více než sedmdesát pět dní před vypršením předchozího funkčního období. Kandidovat může pouze rodilý Tožan, který v den nominace dosáhl minimálně 35 let, je držitelem všech občanských i politických práv, předloží lékařskou zprávu dosvědčující fyzické i duševní zdraví, kterou osvědčí tři lékaři jmenovaní Ústavním soudem a pokud v Togu pobýval minimálně posledních dvanáct měsíců. Nově zvolený prezident se ujímá úřadu do patnácti dní od vyhlášení voleb.

## Prezidentská přísaha
„Před Bohem a před tožským lidem, jedinými držiteli lidové suverenity, My jméno prezidenta, zvolení prezidentem republiky v souladu se zákony republiky slavnostně přísaháme: respektovat a bránit ústavu, kterou si tožští obyvatelé svobodně zvolili, věrně plnit vysoké funkce, které nám národ svěřil, být veden výlučně obecným zájmem a respektovat lidská práva, zasvětit všechny naše síly podpoře rozvoje, společného dobra, míru a jednoty, zachovat celistvost státního území a vždy se chovat jako věrný a loajální služebník lidu.“

## Uvolnění funkce během funkčního období
V případě uprázdnění prezidentského úřadu z důvodu úmrtí, rezignace nebo trvalé neschopnosti vykonávat funkci prezidenta přebírá prozatímně tento post předseda Národního shromáždění Toga. Od vyhlášení uvolnění prezidentské funkce Ústavním soudem vláda vyhlašuje do šedesáti dnů nové prezidentské volby.

## Seznam prezidentů
|  | Jméno                             | Fotografie | Od                | Do               | Politická strana |
|  | --------------------------------- | ---------- | ----------------- | ---------------- | ---------------- |
|  | Sylvanus Olympio (1902–1963)      |            | 27. dubna 1960    | 13. ledna 1963 † | CUT              |
|  | Emmanuel Bodjollé (* 1928)        |            | 13. ledna 1963    | 19. ledna 1963   | -                |
|  | Nicolas Grunitzky (1913–1969)     |            | 16. ledna 1963    | 13. ledna 1967   | MPT              |
|  | Kléber Dadjo (1914–1988/89)       |            | 16. ledna 1967    | 14. dubna 1967   | -                |
|  | Gnassingbé Eyadéma (1935–2005)    |            | 14. dubna 1967    | 5. února 2005 †  | -/RPT            |
|  | Faure Gnassingbé (* 1966)         |            | 5. února 2005     | 25. února 2005   | RPT              |
|  | Bonfoh Abass (1948–2021)          |            | 25. února 2005    | 4. května 2005   | RPT              |
|  | Faure Gnassingbé (* 1966)         |            | 4. května 2005    | 3. května 2025   | RPT/UNIR         |
|  | Jean-Lucien Savi de Tové (* 1939) |            | od 3. května 2025 | v úřadu          |                  |